# Uddevalla
Uddevalla ist eine Stadt in der schwedischen Provinz Västra Götalands län und der historischen Provinz Bohuslän.
Die größte Stadt Bohusläns liegt an der Mündung des Flusses Bäveån in den Byfjord, etwa 85 km nördlich von Göteborg an der Europastraße E 06 und an der Bohusbana. Die Stadt ist Hauptort der gleichnamigen Gemeinde.

## Geschichte

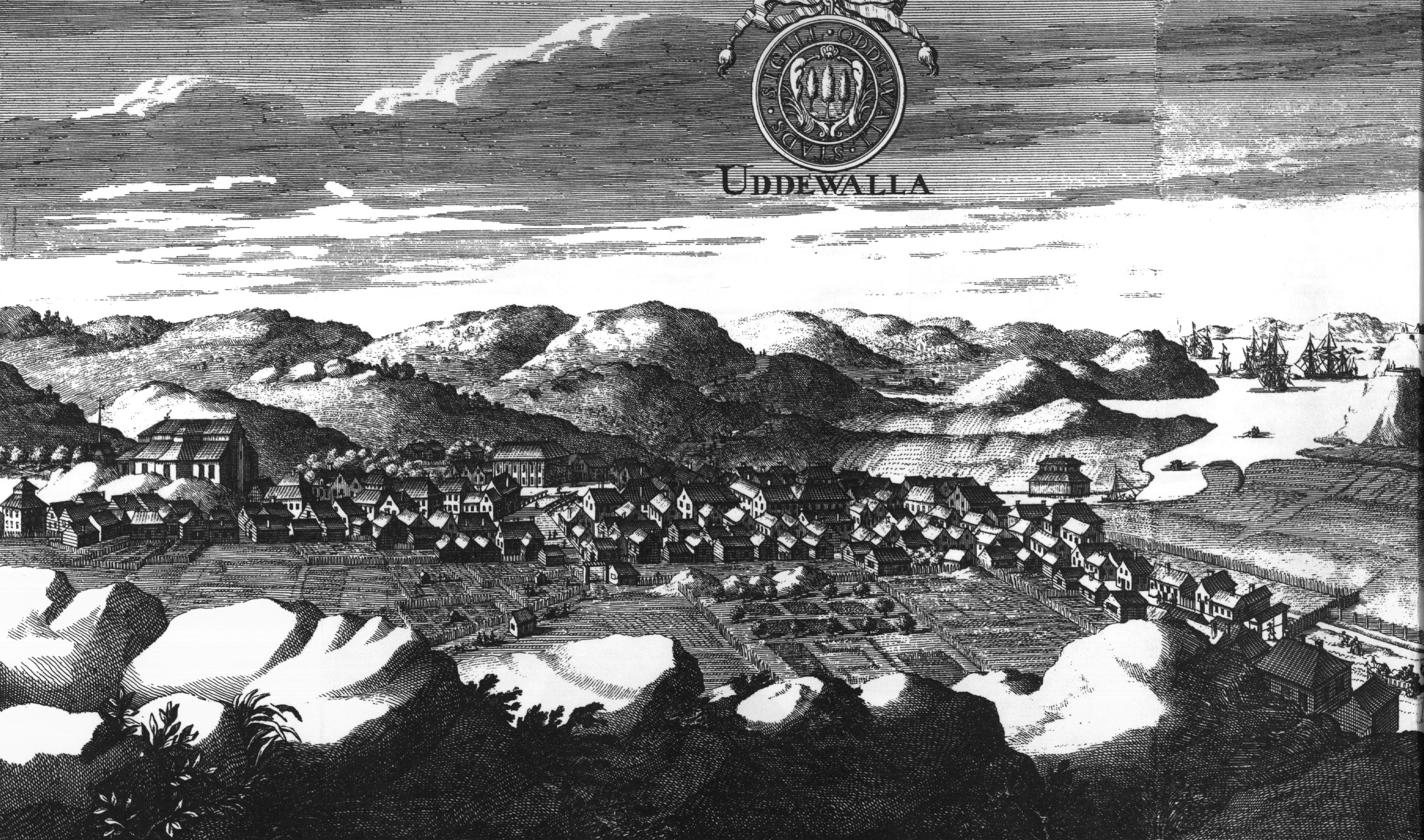
Uddewalla um 1700; aus Suecia antiqua et hodierna.

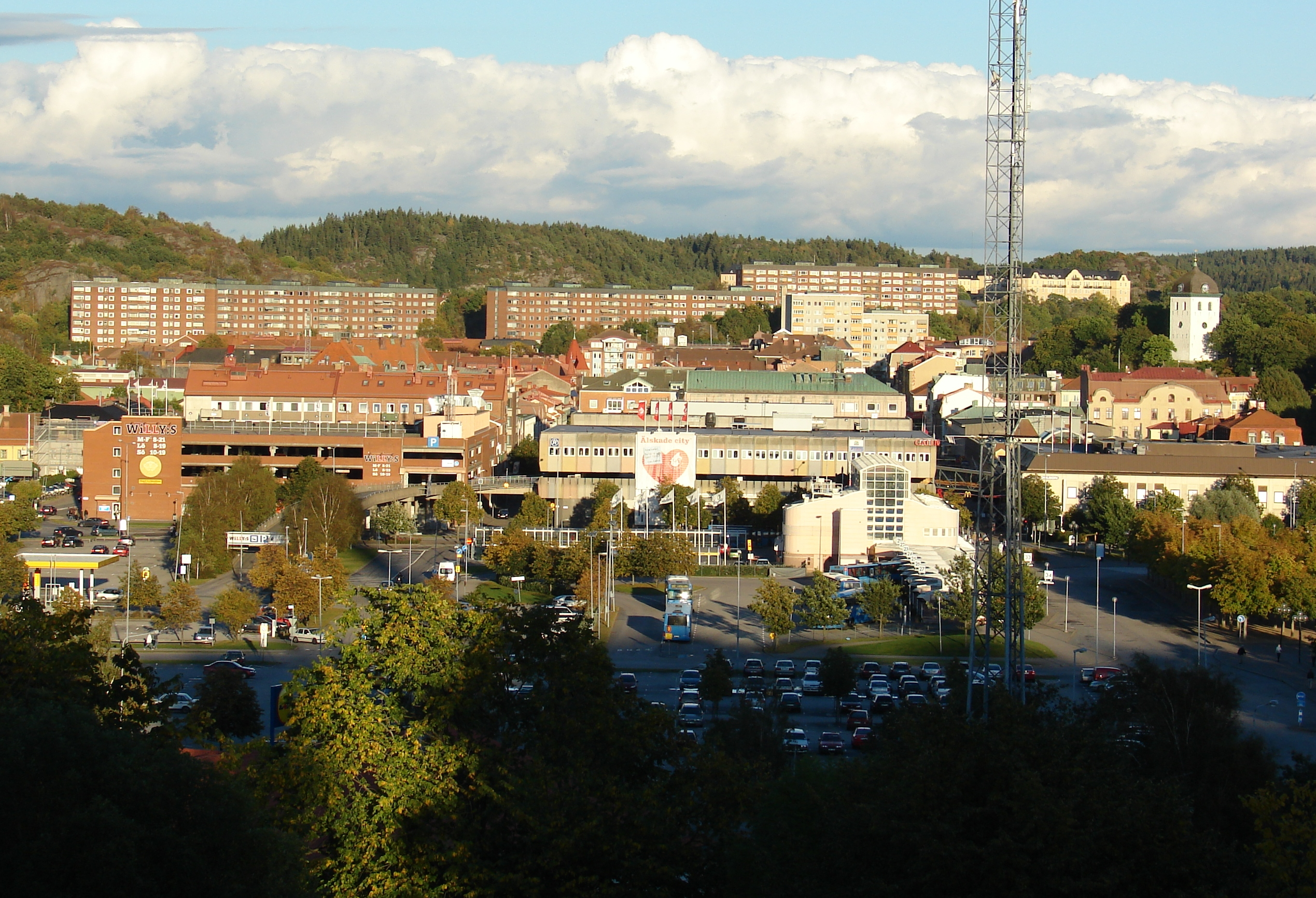
Das Zentrum Uddevallas

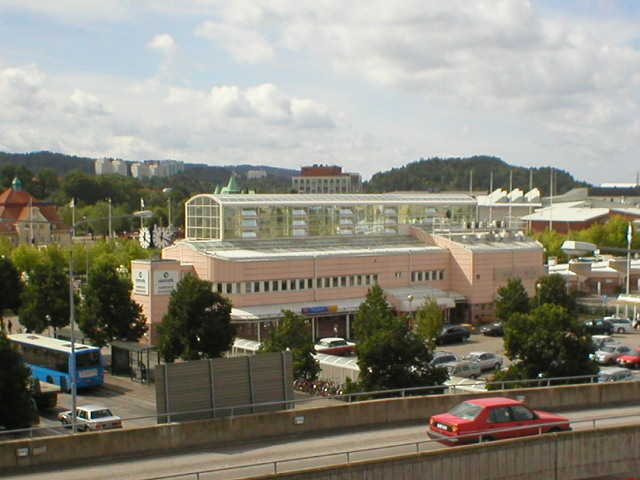
Busbahnhof Kampenhof in Uddevalla

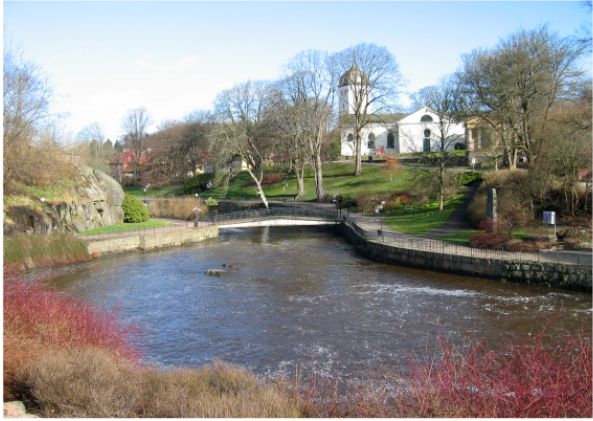
Der Bäveån in Uddevalla

Der Granhoge hög mit etwa 30,0 m Durchmesser ist einer der größten Grabhügel Bohusläns er liegt in Högås etwa 15 Kilometer westlich von Uddevalla.
Uddevalla, das damals im dänisch-norwegischen Königreich lag, bekam seine Stadtprivilegien vor 1498. Es war – auf Grund seiner geschützten Lage, jedoch nahe der Nordseeküste – eine wichtige Station im Grenzhandel zwischen Schweden und Norwegen. Andererseits war die Stadt durch die zahlreichen Auseinandersetzungen zwischen Schweden und Dänemark auch gefährdet. So wurde sie 1519, 1564, 1611 und 1644 durch dänische oder schwedische Truppen niedergebrannt.
Im Jahre 1658 fiel Uddevalla an Schweden. Im 18. Jahrhundert erlebte die Stadt einen Aufschwung als wichtiger Handelshafen für den Holz- und Eisenexport und als Fischereihafen. Durch die Eröffnung des Trollhättekanals verlor Uddevalla Anfang des 19. Jahrhunderts einen großen Teil seines Handelsvolumens, fiel 1806 einem umfassenden Stadtbrand zum Opfer und stagnierte.
Erst Ende des 19. Jahrhunderts entwickelte sich der Ort zu einer modernen Industriestadt mit vor allem Textil- und später Werftindustrie. Die Krise der Textilindustrie nach dem Zweiten Weltkrieg und der Werftindustrie in den 1970er Jahren leitete aber eine neuerliche Rezession ein.
Von 1946 bis 1986 war Uddevalla Standort des Schiffbauunternehmens Uddevallavarvet und von 1989 bis 2013 eines Werks des Autoherstellers Volvo.

## Stadtbild
Im Stadtbrand von 1806 wurde beinahe die ganze Stadt zerstört. Von der Bebauung danach ist auch nicht viel erhalten, der größte Teil des Stadtzentrums stammt aus der Nachkriegszeit. Ältere Gebäude finden sich noch am Stadtrand.

## Sport
Im Osten von Uddevalla liegt die Moto-Cross-Strecke Glimminge, die sich nicht zuletzt auch dadurch auszeichnet, dass sie integraler Bestandteil der Zertifizierung von Uddevalla nach den EMAS-Normen ist.
Zudem verfügt Uddevalla über das Sportstadion Rimnersvallen mit einer Kapazität von 12.000 Zuschauern.

## Uddevalla als Volvo-Standort
Das Werk, welches mit Beratung der Universität Göteborg und unter Beteiligung der Gewerkschaft geplant wurde, hatte zum Ziel, den Arbeitern mehr Freiheiten bezüglich der Arbeitsorganisation zu geben und verbesserte Arbeitsbedingungen zu schaffen. Die Produktivität des Werks war im Vergleich zu anderen Produktionsstätten von Volvo höher, es wurde jedoch bereits 1993 geschlossen. Hierfür spielen verschiedene Gründe eine Rolle, unter anderem die damals in Schweden steigende Arbeitslosigkeit, so dass es nicht mehr notwendig war, attraktive Bedingungen für die Arbeiter herzurichten, sowie die schlechtere Umstellungsmöglichkeit auf automatisierte Produktionsverfahren. Ursächlich dafür war die Art der Produktionsweise im Werk von Uddevalla, in dem Arbeiter nicht in Arbeitsschritten von wenigen, sondern von über 20 Minuten arbeiteten. Der Standort wurde nach der ersten Schließung durch ein Joint-Venture mit Tom Walkinshaw Racing und ab 2003 mit Pininfarina weiterbetrieben, um das Kleinserienmodell Volvo C70 zu fertigen. 2013 übernahm Volvo Cars alle Anteile an der Fabrik in Uddevalla und an Pininfarina Sverige AB, um den Standort mit dem Ende der C70-Baureihe endgültig zu schließen.

## Bauwerk
Seit 2000 überspannt die Uddevallabrücke den Sunningesund rund vier Kilometer südwestlich des Zentrums, entlastet damit seither den Ort, durch den früher die Europastraße 6 führte und verkürzt die Strecke um 12,8 Kilometer.

## Söhne und Töchter der Stadt
- Agnes Magnell (1878–1966), Architektin und Künstlerin
- Axel Wenner-Gren (1881–1961), Großindustrieller
- Knut Fridell (1908–1992), Olympiasieger im Ringen
- Märta Strömberg (1921–2012), Archäologin
- Örjan Persson (* 1942), Fußballspieler
- Sylvia Vrethammar (* 1945), Sängerin
- Cristina Husmark Pehrsson (* 1947), Politikerin und Ministerin
- Mats Gustafsson (* 1957), Radrennfahrer
- Ellen Mattson (* 1962), Schriftstellerin
- Martin Dahlin (* 1968), Fußballspieler
- Per Johansson (* 1970), Handballtrainer
- Mathias Fredriksson (* 1973), Skilangläufer
- Louise Karlsson (* 1974), Schwimmerin
- Peter Sunde (* 1978), Unternehmer und IT-Experte
- Mattias Wetterwik (* 1983), Handballschiedsrichter
- Jenny Alm (* 1989), Handballspielerin
- Mikael Appelgren (* 1989), Handballspieler
- Jesper Svensson (* 1990), Triathlet
- Johanna Bundsen (* 1991), Handballspielerin
- Sofie Börjesson (* 1997), Handballspielerin
- Rebecka Blomqvist (* 1997), Fußballspielerin